# TO-220

الوجه الأمامي

الوجه الخلفي

TO-220 من أنماط تعليب القطع الإلكترونية عادة يستخدم لتعليب مختلف أشباه الموصلات مثل الترانزستورات ومقومات السلكون المحكومة، وكذلك الدوائر المتكاملة. يعود الاختصار "TO" بالإنجليزية إلى "transistor outline".  لدى التعليب TO-220 ثلاث مرابط. كما تصنع أيضا تعاليب مشابهة بمربطين فقط، أو أربع، خمسة، أو سبعة مرابط. يتميز التعليب بصفيحة معدنية ذات ثقب، تستخدم لتثبيت القطعة بالمبرد. تبدد القطع المصنوعة وفق التعليب TO-220 حرارة أكثر من القطع ذات التعليب TO-92.

## تطبيقات مثالية
TO-220 هو «تعليب قدرة عالية» نسبة لأشباه الموصلات ذات القدرة العالية، وهو مثال للتعاليب المصممة بالثقب بدلا من تقنية التركيب السطحي. يمكن تركيب TO-220 مع مشتت حراري لتشتيت كمية مهمة من الحرارة المبددة. بما يسمى «المشتت الحراري اللامحدود»، وهذا يمكن أن يشتت حرارة 50W أو أكثر. الجزء العلوي من التعليب يتكون من صفيحة معدنية مع وجود ثقب يستخدم في تركيب المكون بالمشتت الحراري. غالبا يستخدم بينهما معجون حراري لتحسين نقل الحرارة من التعليب إلى المشتت الحراري.
غالبا ما تكون الصفيحة المعدنية متصلة كهربائيا إلى الدائرة  الداخلية. وهذا لا يشكل أي مشكلة عند استخدام مبددات الحرارة المعزولة، ولكن إذا كان المبرد موصل كهربائي مُأرض أو موصل بأي كيفية، يجب استخدام ورقة أو صفيحة عازلة بين القطعة والمبرد. توجد عدة مواد يمكن أن تستخدم كعازل كهربائي لعزل التعليب TO-220  ويتميز بعضها بتوصيل حراري عالي كفائدة إضافية.
في التطبيقات التي تستلزم مبرد، قد تتلف أو تدمر قطع TO-220 بسبب ارتفاع درجة الحرارة إذا ما فُصل المبرد أثناء التشغيل.
حينما يبدد TO-220 حوالي 1 واط من الحرارة، تكون حرارته الداخلية (حرارة الوصلة) عادة أكبر من حرارة التعليب ب 2 إلى 5 درجة مئوية (هذا بسبب المقاومة الحرارية بين الوصلة والصفيحة المعدنية) وتكون حرارة المعدن من 1 إلى 60 درجة أعلى من حرارة المحيط، وهذا يعتمد على نوع المبدد الحراري المستعمل (إن وجد).
 تعتمد المقاومة الحرارية بين الوصلة الداخلية والتعليب TO-220 (التي هي أقل بكثير من المقاومة الحرارية بين التعليب والمحيط الخارجي) على سمك ومساحة شبه الموصل داخل التعليب، عادة تكون في نطاق 0.5 °C/W إلى 3 °C/W   أو 1.5 °C/W إلى 4 °C/W (حسب مصدر آخر).
إذا احتجنا تبديد حرارة أكثر، يمكن اختيار مكونات بتعليبات شائعة أخرى مثل TO-247 (أو TO-3P)، لدى TO-3P مقاومة حرارية بين الوصلة الداخلية والمحيط الخارحي (المبرد) حوالي 40 °C/W فقط.ولدى بديله TO-3PF أقل قليلا. يمكن زيادة تبديد الطاقة أكثر باستخدام وحدات الطاقة.
حينما يستخدم التعليب TO-220 بدون مبرد، يتصرف التعليب كالمبرد الوحيد، مع مقاومة حرارية بين التعليب والمحيط الخارجي في الهواء تقارب 70 °C/W.

## أنواعه

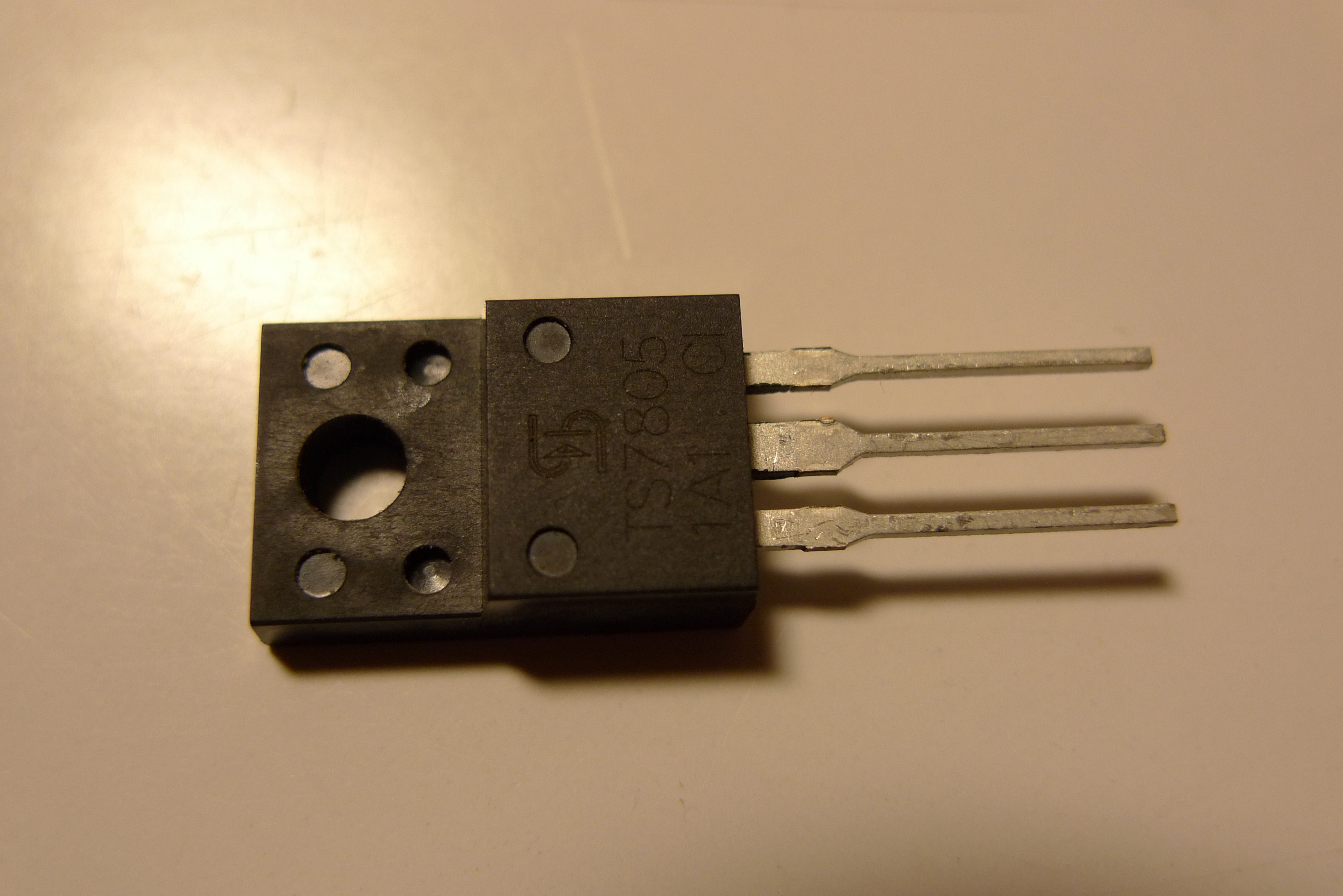
منظم الجهد الخطي TS7805 بتعليب TO-220 من نوع ذو صفيحة عازلة كهربائيا.

تصميم التعليب TO-220 المعياري وصف من قبل منظمة JEDEC. هناك عدد من الاختلافات حول هذا التصميم،  مثل:
- TO-220F الذي يتميز بصفيحة وجسم عازل كهربائيا، مع مقاومة حرارية مرتفعة بالمقارنة مع النوع المعدني.

- TO-220AB
- TO-220AC

أحيانا تتبع التسمية بعدد الأطراف، كما في 220AB-5L بالنسبة لخمسة أطراف، إلخ.
هناك أيضا بعض الإصدارت الخاصة بالمصنعين مثل SUPER-220 لـ International Rectifier الذي يستغنى  عن ثقب تسهيل التثبيت، وبذا يحصل على نفس الأداء الحراري ل TO-247 مع بصمة TO-220.

## القطع الشائعة التي تستخدم التعليب TO-220
- 7805، منظم جهد خطي، +5 فولت.
- 7812، منظم جهد خطي، +12 فولت.
- LM317T، منظم جهد خطي قابل للضبط
- LM340، منظم جهد خطي.
- IRF510 موسفيت N-channel ، (5,6 أمبير، 100 فولت)

## تعاليب مشابهة
- TO-257 هو تعليب معدني مغلق بإحكام يعتبر كتعليب مكافئ  لـ TO-220.[7]
- TO-220F المعروف أيضا باسم SOT186 و SC67 هو مثل تعليب TO-220 حيث استبدلت صفيحة التبريد المعدنية بأخرى من البلاستيك.[8]

## وصلات خارجية
- Typical TO-220 devices